# Batalha de Sena Gálica (82 a.C.)

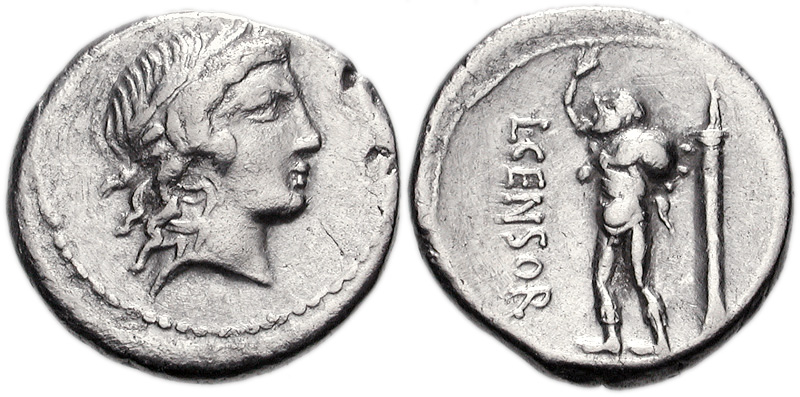
Denário emitido por L. Marcius Censorinus, representando a cabeça laureada de Apollo e Marsias segurando um odre.

A Batalha de Sena Gálica foi travada em abril ou maio de 82 a.C. durante a Segunda Guerra Civil de Sula entre as forças optimates, lideradas por Pompeu, um legado de Sula, contra os populares de Caio Márcio Censorino, legado de Cneu Papírio Carbão. Como nas batalhas anteriores, o resultado foi uma vitória dos optimates. Logo depois da batalha, a cidade de Sena Gálica foi brutalmente saqueada pelas forças de Sula.